# 銀深海鯡
銀深海鯡（学名：Bathyclupea argentea），又名銀深海鯡鱸、深海鯡，为深海鯡科深水胡鯰屬下的一个种。